# R1 (Slowakije)

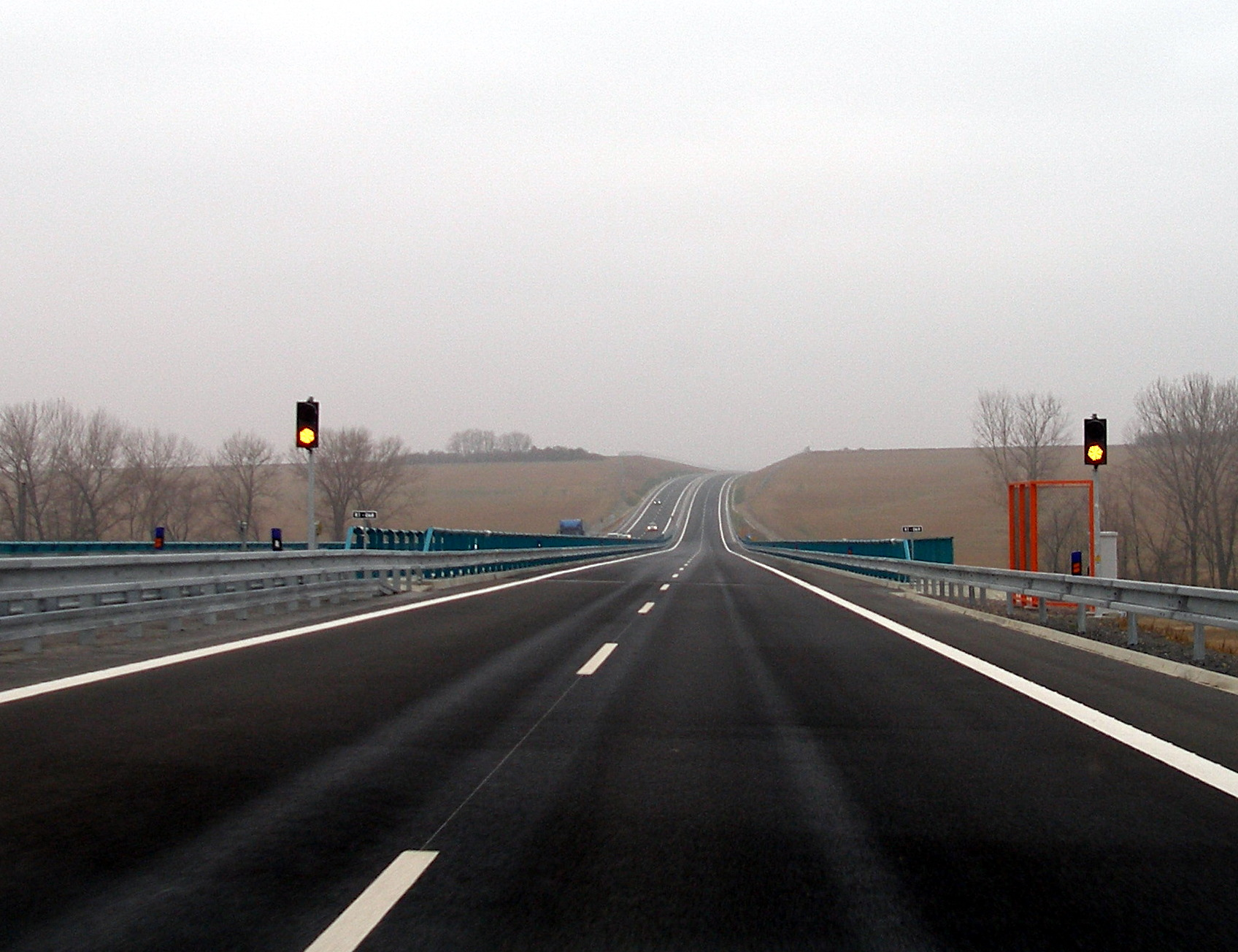

De R1 is een expresweg in Slowakije. De R1 loopt van Trnava tot Ružomberok via Sereď, Nitra, Zlaté Moravce, Hronský Beňadik, Nová Baňa, Žarnovica, Žiar nad Hronom, Zvolen en Banská Bystrica.  De expresweg R1 maakt deel uit van de E58, E77 en E571. Het deel tussen Trnava en Banská Bystrica is aangelegd, een stuk van 93 kilometer tot aan de D1 is in aanleg.
D1 · D2 · D3 · D4   ·  
R1 · R2 · R3 · R4 · R5 · R6 · R7 · R8